# Entziehen von Minderjährigen
Der Tatbestand des Entziehens von Minderjährigen (früher: Entziehung von Unmündigen) ist in der Schweiz in Artikel 220 des Strafgesetzbuchs (StGB) geregelt und bestraft die Kindesentführung. Unter Strafe gestellt ist die Entziehung einer minderjährigen Person vom Inhaber des Rechts zur Bestimmung des Aufenthaltsortes. Ebenso ist die Verweigerung der Zurückgabe des Minderjährigen strafbar. Die Täterschaft wird nur auf Antrag der Person verfolgt, dem die minderjährige Person entzogen wurde. Eine Einwilligung der entzogenen Person ändert nichts an der Strafbarkeit der Entziehung.